# Irani
Pour les articles homonymes, voir Irani (homonymie).
Irani est une ville brésilienne de l'ouest de l'État de Santa Catarina.

## Généralités
Irani compte un monument en forme de croix, érigé au centre de la ville, en mémoire des milliers de victimes de la guerre du Contestado.

## Géographie
Irani se situe par une latitude de 27° 01′ 29″ sud et par une longitude de 51° 54′ 06″ ouest, à une altitude de 1 047 mètres. Sa population était de 9 534 habitants au recensement de 2010. La municipalité s'étend sur 322 km2.
Elle fait partie de la microrégion de Concórdia, dans la mésorégion ouest de Santa Catarina.

## Administration

### Liste des maires
Depuis son émancipation de la municipalité de Blumenau en 1963, Irani a successivement été dirigée par :
- Alzemiro Ferreira Velho - 1964 à 1965
- Elio de Gregori - 1965 à 1970
- Atilio Marino Sganzerla - 1970 à 1973
- Elio de Gregori - 1973 à 1977
- Gebrail Oro - 1977 à 1983
- Antônio Bavaresco - 1983 à 1988
- Elio Guareschi - 1989 à 1992
- Valdecir Angelo Zampieri - 1993 à 1996
- Antônio Bavaresco - 1997 à 2000
- Cleinor Zózimo Zampieri - 2001 à 2004
- Fábio Antônio Fávero - 2005 à 2008
- Adelaide Salvador - 2009 à aujourd'hui

### Divisions administratives
La municipalité est constituée d'un seul district, siège du pouvoir municipal.

## Villes voisines
Irani est voisine des municipalités (municípios) suivantes :
- Ponte Serrada
- Vargem Bonita
- Catanduvas
- Jaborá
- Concórdia
- Lindoia do Sul